# Montserrat Figueras
Montserrat Figueras i García (IPA: [munsəˈrat fiˈɣeɾəs i ɡərˈsi.ə]) (Barcellona, 15 marzo 1942 – Barcellona, 23 novembre 2011) è stata un soprano spagnola, specializzata in musica antica anche attraverso il lungo sodalizio personale e musicale con il marito Jordi Savall.

## Biografia
Si è dedicata allo studio delle tecniche e del repertorio vocale di musica antica fin dal 1966, coniugando la ricerca filologica con la passione interpretativa.
Nel 1974 con Jordi Savall, suo marito dal 1968, Lorenzo Alpert e Hopkinson Smith ha dato vita all'ensemble Hespèrion XX, poi Hespèrion XXI dall'anno 2000, che si prefigge come finalità la riscoperta, la valorizzazione e la diffusione del patrimonio musicale dell'Europa del Mediterraneo dall'antichità al XVIII secolo.
Figueras e Savall hanno anche fondato La Capella Reial de Catalunya (1987) e Le Concert des Nations (1989).
Figueras ha cantato anche come solista, incidendo in questa veste molti dischi.
Nel 2003 ha pubblicato Ninna nanna, una raccolta di canti composti in epoche diverse, dal Cinquecento al 2002.
Nel 2006 ha pubblicato Lux Feminae 900 -1600 che raccoglie canzoni scritte da donne nella Penisola iberica fra il Medioevo e il Rinascimento.
Dall'unione con Jordi Savall sono nati due figli: Arianna Savall (1972), ormai notissima arpista e cantante, e Ferran (1979), tiorbista, liutista e cantante, che hanno partecipato a concerti e incisioni dei genitori (Du temps et de l'instant, 2005).
È morta di cancro, dopo un anno di malattia, nel 2011 all'età di 69 anni.

## Discografia
- 1983 - Girolamo Frescobaldi, Arie e canzone (Philips)
- 1984 - Giulio Caccini, Le nuove musiche, con la Schola Cantorum Basiliensis (Deutsche Harmonia Mundi)
- 1985 - Tobias Hume, Poeticall musicke, con Hespèrion XX (Deutsche Harmonia Mundi)
- 1988 - El Canto de la Sibilla, 1. Catalunya, con La Capella Reial de Catalunya (Astrée)
- 1988 - Claudio Monteverdi, Vespro della Beata Vergine, con La Capella Reial de Catalunya (Astrée)
- 1990 - Luis de Milán, El maestro II. Sonetos, villancicos y romances, con Hopkinson Smith (Astrée)
- 1990 - Bartolomeo Càrceres, Villancicos & Ensaladas, con La Capella Reial de Catalunya (Astrée)
- 1990 - Cançons de la Catalunya millenària - Planys & Llegendes, con La Capella Reial de Catalunya (Astrée)
- 1991 - Lope de Vega, Intermedios del Barroco Hispánico, con Hespèrion XX (Astrée)
- 1993 - Tarquinio Merula, Su la cetra amorosa, arie e capricci a voce sola, con Jordi Savall e altri (Astrèe)
- 1996 - El Canto de la Sibila, 2. Galicia-Castilla, con La Capella Reial de Catalunya (Naïve Records)
- 1997 - Jose Marín, Tonos Humanos, con Rolf Lislevand e altri (Alia Vox)
- 1999 - Battaglie & Lamenti, con Hespèrion XX (Alia Vox)
- 2000 - Diaspora Sefardì con Hespèrion XX (Alia Vox)
- 2003 - Ninna Nanna (Alia Vox)
- 2004 - El cant de la Sibilla, 3. Mallorca - València, con La Capella Reial de Catalunya (Alia Vox)
- 2005 - Don Quijote de la Mancha. Romances y Mùsicas, con La Capella Reial de Catalunya (Alia Vox)
- 2006 - Lux Feminae (900-1600) (Alia Vox)
- 2009 - Le Royaume Oublié (Alia Vox)
- 2009 - La barca d'amore (Alia Vox)
- 2010 - Dinastia Borja (Alia Vox) con Hesperion XXI e Jordi Savall - Grammy Award for Best Small Ensemble Performance 2011
- 2011 - Canti della Catalogna Millenaria (Alia Vox)
- 2011 - El cant de la Sibilla, 4. Catalunya (Alia Vox)
- 2012 - Montserrat Figueras. The voice of emotion, tributo (Alia Vox)